# Prorivulus auriferus
Prorivulus auriferus ist die einzige Art der Gattung Prorivulus. Es ist eine nicht-annuelle Art aus der Familie Rivulidae und gehört zur Gruppe der Eierlegenden Zahnkarpfen. Sie ist bisher nur von der Typlokalität, einem Bach in der Küstenebene des Município de Valença, im Nordosten Brasiliens, bekannt.

## Merkmale
Prorivulus auriferus unterscheidet sich von allen anderen Arten der Familie Rivulidae mit Ausnahme von den Arten der Gattungen Rivulus und Kryptolebias durch weiche Afterflossenstrahlen bei beiden Geschlechtern, eine winzige Urogenitalpapille bei den Männchen, und durch das Fehlen eines dunklen Balkens auf der Iris. Von der Gattung Rivulus unterscheidet sie sich durch überlappende vordere E-Schuppen, ein drittes Epibranchium mit ausgeprägtem Dornfortsatz, einen auf die Verbindung mit dem ersten Ceratobranchium beschränkten distalen Knorpel des ersten Hypobranchiums, einen breiten ventralen Fortsatz des Anguloartikels, und durch das Fehlen des hinteren Fortsatzes des Kleithrums. Von der Gattung Kryptolebias unterscheidet sie sich durch ein unverknöchertes Interhyal und durch das Fehlen des distalen Fortsatzes des zweiten Epibranchiums.